# Cool Joke
Cool Joke ist eine japanische Rockband, die 2001 gegründet wurde.
Die aktuelle Besetzung setzt sich aus Sänger Hiroya Ishikawa (石川 寛也, Ishikawa Hiroya), Gitarrist Suguru Asabatake (麻畠 卓, Asabatake Suguru) und Schlagzeuger Hiroyuki Saitō (斉藤 広幸, Saitō Hiroyuki) zusammen. Neben Ishikawa, Asabatake und Saitō, wurde die Band ursprünglich mit Bassist Keita Hayashi gegründet. Hayashi verließ die Band 2006.
Zuerst war die Gruppe ab etwa 2004 bei Sony Music Entertainment (Japan)s Label The Music Council unter Vertrag, doch dann wechselte die Band 2006 zum Indie-Label high numbers dream. Ihre Aktivitäten waren anfangs auf die Präfektur Fukui begrenzt. Inzwischen treten sie in ganz Japan auf. Der Song UNDO ist der dritte Vorspanntitel des Animes Fullmetal Alchemist.

## Diskografie

### Alben
- 2005: Cool Joke (The Music Council, keine Oricon-Platzierung)[1]
- 2006: No.1 (Indie-Album)
- 2008: Reality (Indie-Album)
- 2010: King of Joke (Indie-Album)
- 2012: Riyuu ga nee (Solo-Album von Hiroya Ishikawa)

### Singles
- 2003: Cool Joke (Indie-Single)
- 2003: Akatsuki no Rock n'Roll (Indie-Single)
- 2004: UNDO (The Music Council, #11, 12 Wochen)[1]
- 2004: Ai no Chikara (愛のチカラ; The Music Council, #106, 1 Woche)[1]
- 2005: OK, Full Throttle (OK,フルスロットル; The Music Council, #186, 1 Woche)[1]
- 2005: Sekai wa Kimi no Te no Naka ni, Hikari wa Uta no Naka ni (世界は君の手の中に、光は詩の中に; The Music Council, keine Platzierung)[1]
- 2007: Kachō Fūgetsu (digitale Indie-Single)
- 2010: King of Joke (digitale Indie-Single)
- 2010: Puka Puka (digitale Indie-Single)
- 2012: UNDO -8years later-
- 2013: Green Gold
- 2013: Tsukiakari
- 2013: Ryuuryokukakou[2]